# Gimileo
Gimileo és un municipi de la Rioja, a la regió de la Rioja Alta. El travessa el riu Zamaca, un afluent del marge dret del riu Ebre.

## Història
La primera citació documental de la vila apareix en el fur que va atorgar Sanço III el Major a Nájera el 1020, en el qual s'esmentava "Chemelio". En 1086 una escriptura de donacions de béns al monestir de San Millán de la Cogolla fa referència a "Semellio Mediano" En 1182, Jimeno García donà un solar situat en Gimileo a Santo Domingo de la Calzada. Posteriorment Gimilio va passar a ser una vila de Briones, no assolint la seva independència fins a mitjans del segle xviii; com llogaret de Briones, va pertànyer al senyoriu dels comtes d'Ureña i ducs d'Osuna. Va formar part de la província de Burgos fins a la creació de la de la província de Logronyo per Reial decret del 30 de novembre de 1833.